# Adustina
Adustina là một đô thị thuộc bang Bahia, Brasil. Đô thị này có diện tích 619,66 km², dân số năm 2007 là 14787 người, mật độ 23,86 người/km².